# A Milésima Segunda Noite da Avenida Paulista
A Milésima Segunda Noite da Avenida Paulista foi uma reportagem escrita por Joel Silveira quando trabalhava no semanário Diretrizes, de Samuel Wainer. Ao descrever minuciosamente o evento social mais esperado da época, o casamento da filha do Conde Francisco Matarazzo Júnior com João Lage, ainda que sem participar da cerimônia, por não ter sido convidado, produziu uma das que seriam as mais consagradas reportagens do jornalismo brasileiro.

## Análise técnica da reportagem
No início da reportagem, o repórter conta, a sua maneira, que não conseguiu um convite para entrar na festa de casamento. Ficará sabendo dos fatos ocorridos no evento, portanto, por meio de um membro da elite paulistana, que lhe havia prometido um convite. Há, logo no início da reportagem, uma ruptura com uma prática do jornalismo tradicional: a presença do repórter no local a ser descrito.
Pode-se perceber, também, o estilo literário do autor, que foge ao tradicional estilo do jornalismo objetivo e direto. Observa-se o trecho: “Naquela noite, quando o conde garantiu que seria realizada "a mais bela festa do Brasil", uma fada mágica bateu com sua pródiga varinha na cabeça de vários cavalheiros nacionais. Houve telefonemas na madrugada, houve consultas e intrigas, e dez ou vinte senhores adormeceram, os que conseguiram, certos de que seus capitais, por magia do conde, iriam ser aumentados, e que ótimos negócios encerrariam as atividades deste ano de 1945. De resto, o ano da Vitória.” Nele, são utilizados recursos literários bastante subjetivos, que, a exemplo do restante da reportagem, procuram inserir o leitor no contexto dos fatos, para melhor traduzir o sentimento do repórter. Apesar da aproximação com a literatura, o relato mantém a essência do jornalismo: a verossimilhança.
Para conferir mais um efeito de veracidade ao texto, o repórter ora revela suas fontes, quando essas lhe dão informações indiretas à cerimônia, ora não as revela, sugerindo que seriam informações “vazadas” da organização. Além disso, ao descrever a festa, da qual não participou, o repórter utiliza-se de muitos números (especialmente financeiros) para relatar a magnitude do evento e para transmitir uma impressão de exatidão.
Por fim, a reportagem termina com uma técnica muito comum nos dias de hoje, principalmente em matérias de economia no telejornalismo a inserção de uma personagem, pertencente ao mundo “real” para criar uma identificação e aproximação do texto com o leitor. É o caso de D. Olívia, mulher pertencente a classe operária, que reivindica ao jornal uma notinha do casamento de sua filha, que aconteceria nos próximos dias.